# Gornji Popovac
 Gornji Popovac  falu Horvátországban, Károlyváros megyében. Közigazgatásilag Szluinhoz tartozik.

## Fekvése
Károlyvárostól 44 km-re délre, községközpontjától 3 km-re délkeletre, a Kordun területén, a Korana bal partján fekszik.

## Története
A falunak 1857-ben 286, 1910-ben 247 lakosa volt. Trianonig Modrus-Fiume vármegye Szluini járásához tartozott. 2011-ben 174 lakosa volt.

## Lakosság
| Lakosság változása | Lakosság változása | Lakosság változása | Lakosság változása | Lakosság változása | Lakosság változása | Lakosság változása | Lakosság változása | Lakosság változása | Lakosság változása | Lakosság változása | Lakosság változása | Lakosság változása | Lakosság változása | Lakosság változása | Lakosság változása |
| ------------------ | ------------------ | ------------------ | ------------------ | ------------------ | ------------------ | ------------------ | ------------------ | ------------------ | ------------------ | ------------------ | ------------------ | ------------------ | ------------------ | ------------------ | ------------------ |
| 1857               | 1869               | 1880               | 1890               | 1900               | 1910               | 1921               | 1931               | 1948               | 1953               | 1961               | 1971               | 1981               | 1991               | 2001               | 2011               |
| 286                | 246                | 204                | 229                | 290                | 247                | 226                | 282                | 193                | 271                | 261                | 264                | 511                | 453                | 181                | 174                |